# 1. оклопна бригада
Прва оклопна бригада је била јединица Војске Републике Српске, у саставу Првог крајишког корпуса.

## Историја настанка бригаде
Настанком ВРС 20. маја 1992. формира се 1. оклопна бригада од јединица из састава 329. окб. На почетку распада Југославије и рата у БиХ, бригада поседује следећа оклопна средства: 99 T-55, 26 M-84 (модернизовани руски тенк Т-72), 17 T-34 и 23 БВП (борбено возило пешадије); у збиру 142 тенка. Оклопни батаљон у чијем саставу су се налазили модерни тенкови М-84, бригада је наследила од 1. оклопне бригаде Југословенске народне армије из СР Словеније (Врхника).

## Састав
Бригада је имала три оклопна и један механизовани батаљон. Други оклопни батаљон је имао око 550 бораца, док је Први оклопни батаљон бројао око 400 бораца.

## Ратни пут
На почетку распада Југославије, бригада (носећи име 329. оклопна бригада) је учествовала у борбама у Западној Славонији као део 5. бањалучког корпуса у саставу ЈНА. На простор Западне Славоније упућена је средином августа, с тим што је већ крајем марта 1991. један оклопни батаљон послат на Плитвичка језера ради раздвајања зараћених страна; тај оклопни батаљон ће учествовати у неуспелом покушају деблокаде ЈНА јединица у Госпићу током септембра 1991.
Током каснијег деловања у Западној Славонији, бригада је учествовала у борбама у захвату ауто-пута Београд-Загреб, ради ослобађања ЈНА гарнизона у Ђакову и Нашицама. Почетком октобра 1991. бригада прелази у одбрану и служи као ватрена подршка пешадији.
Бригада је учествовала у операцији Коридор. За време трајања операције, начелник штаба бригаде био је Новица Симић. Оклопно-механизоване чете бригаде налазиле су се у саставу Тактичке групе 1, која је напредовала десном страном реке Босне. У садејству са Прњаворским батаљоном, борцима МУП-а Модрича, трећим моторизованим батаљоном 16. крајишке бригаде, и другим јединицама, оклопно-механизоване чете Прве оклопне бригаде ослобађају Модричу и Оџак у лето 1992. године. Током 1993. године, бригада је распоређена у Посавини, као мобилна резерва. Један оклопни батаљон бригаде је учествовао у операцији Садејство. У септембру 1994. године, две оклопно-механизоване чете учествују у операцији Бреза на бужимском правцу напада. Један батаљон (у чијем саставу су били тенкови М-84) је учествовао у одбрани Крајине у склопу операције Вагањ, током ХВ/АРБиХ операције Маестрал и Јужни потез. Ратни пут ове бригаде је трајао више од 1500 дана. Током рата, према неким подацима, погинуло је 180 бораца ове бригаде.